# Cucurbita pepo
Cucurbita pepo es el nombre científico de una especie de plantas cucurbitáceas originaria de Mesoamérica y sur de Estados Unidos, que junto con otras especies emparentadas (Cucurbita maxima, C. moschata, C. argyrosperma) forman un grupo de especies de calabazas cuyas variedades cultivadas, de las que se cosecha su fruto maduro o inmaduro, poseen usos culinarios indistinguibles (son los zapallos, calabacines, zapallitos, zapallo italiano, auyamas, ahuyamas, pipianes, ayotes, zuquini, zucchini, etc). En su región de origen posee variedades silvestres (Cucurbita pepo fraterna, Cucurbita pepo var. texana, Cucurbita pepo var. ozarkana; las 3 podrían ser encontradas bajo un nombre binomial: Cucurbita fraterna, C. texana, C. ozarkana) de las que incluso desde varios kilómetros puede llegar el polen a las variedades cultivadas de su propia especie haciendo que sus semillas se desarrollen como plantas de frutos amargos y no comestibles. No hibrida con las demás especies.

## Descripción
Es una planta anual, rastrera, compacta o subarbustiva, y de aspecto pubescente o escabroso. Las hojas rondan los 20 x 35 cm y son ovado-cordadas a triangular-cordadas, con frecuencia lobuladas (3-5 lóbulos), de márgenes denticulados a serrados. Los zarcillos se desarrollan poco en las variedades subarbustivas. Produce flores pentámeras y solitarias. Al ser una planta monioca se distinguen las flores masculinas, con pedicelos de 7-20 cm de largo, cáliz campanulado, corola tubular-campanulada y 3 estambres, de las flores femeninas, con pedicelos de 2-5 cm, cáliz muy reducido y ovario globoso. Los frutos son de tamaño y forma muy variables, costillados y frecuentemente verrucosos, con la cáscara rígida y de color variable según la variedad, habitualmente verdes claro, verdes oscuro, amarillos o anaranjados. La pulpa del fruto es de color crema amarillenta a anaranjado, de sabor suave y con múltiples semillas que no suelen estar desarrolladas en el momento de recolectarse.

## Distribución geográfica
De acuerdo con los registros arqueológicos, los restos más antiguos de las formas domesticadas de este grupo, han sido encontrados en México, en el Valle de Oaxaca (8750 a.c.-700 d.c) y en las cuevas de Ocampo, Tamaulipas (7000-5000 a.c). Algunos cultivares llegaron a Europa después de 1492. Su presencia en los Estados Unidos es también muy antigua y en algunos casos mayor a la atribuida a los restos de otros cultivos importantes domesticados más al sur.
De manera tradicional, la calabaza se cultiva en América del Norte, América central y algunas partes de América del Sur. En México y Guatemala, donde se encuentran prácticamente en todo el país, forma parte del agroecosistema milpa (de origen maya), donde se asocia, el calabacín o la calabaza, con maíz y con frijol haba. Hay variedades nativas que crecen desde cerca del nivel del mar y en climas semisecos, como el “Tsol “ en Yucatán (México), hasta altitudes de 2000 m s. n. m., como los güiches en Oaxaca (México) o güichol en Alta Verapaz (Guatemala).

### Origen
Cucurbita pepo es nativa del sur de Norteamérica y Mesoamérica y fue cultivada en ese territorio por miles de años. Las formas cultivadas fueron domesticadas dos veces independientemente a partir de variedades silvestres presentes en el noreste de México y Texas, Estados Unidos.
Cucurbita pepo es una de las especies domesticadas más antiguas, quizás la más antigua. Los lugares donde se han encontrado los fósiles más antiguos son Oaxaca (sur de México), datados del 8000 al 6000 a. C. y Ocampo (Tamaulipas), datados hacia el 5000 a. C.
Su cultivo se extendió hacia el norte por todo México, luego Texas y el valle del río Misisipi, hasta Illinois, el este de Florida, y posiblemente hasta Maine.
Hacia el 2000 a. C. ya se utilizaba en Misuri (Estados Unidos).
Luego de los viajes de Colón se extendió su cultivo a Europa, donde fueron muy populares sus variedades para consumir el fruto inmaduro como verdura de estación casi desplazando en su totalidad los calabacines de Lagenaria siceraria, y de allí al resto del mundo.

## Ambiente
Este cultivo es común en áreas de climas templados y fríos, aunque existen variedades que se cultivan a nivel de mar.  Para su desarrollo vegetativo se requiere una temperatura de 25-30 °C y para la floración de 20-25 °C. La planta es exigente en cuanto a humedad. La luminosidad es importante, especialmente durante los periodos de crecimiento inicial y floración. La deficiencia de luz provoca una disminución del número de frutos,  así mismo,  la intensidad lumínica determina la relación final de flores estaminadas y pistiladas. Se adapta a diferentes tipos de suelo, sin embargo es una planta que requiere gran cantidad de materia orgánica. Los valores de pH  óptimos oscilan entre 5.6 y 6.8  .Es una especie medianamente tolerante a la salinidad del suelo y del agua de riego.

## Estado de conservación

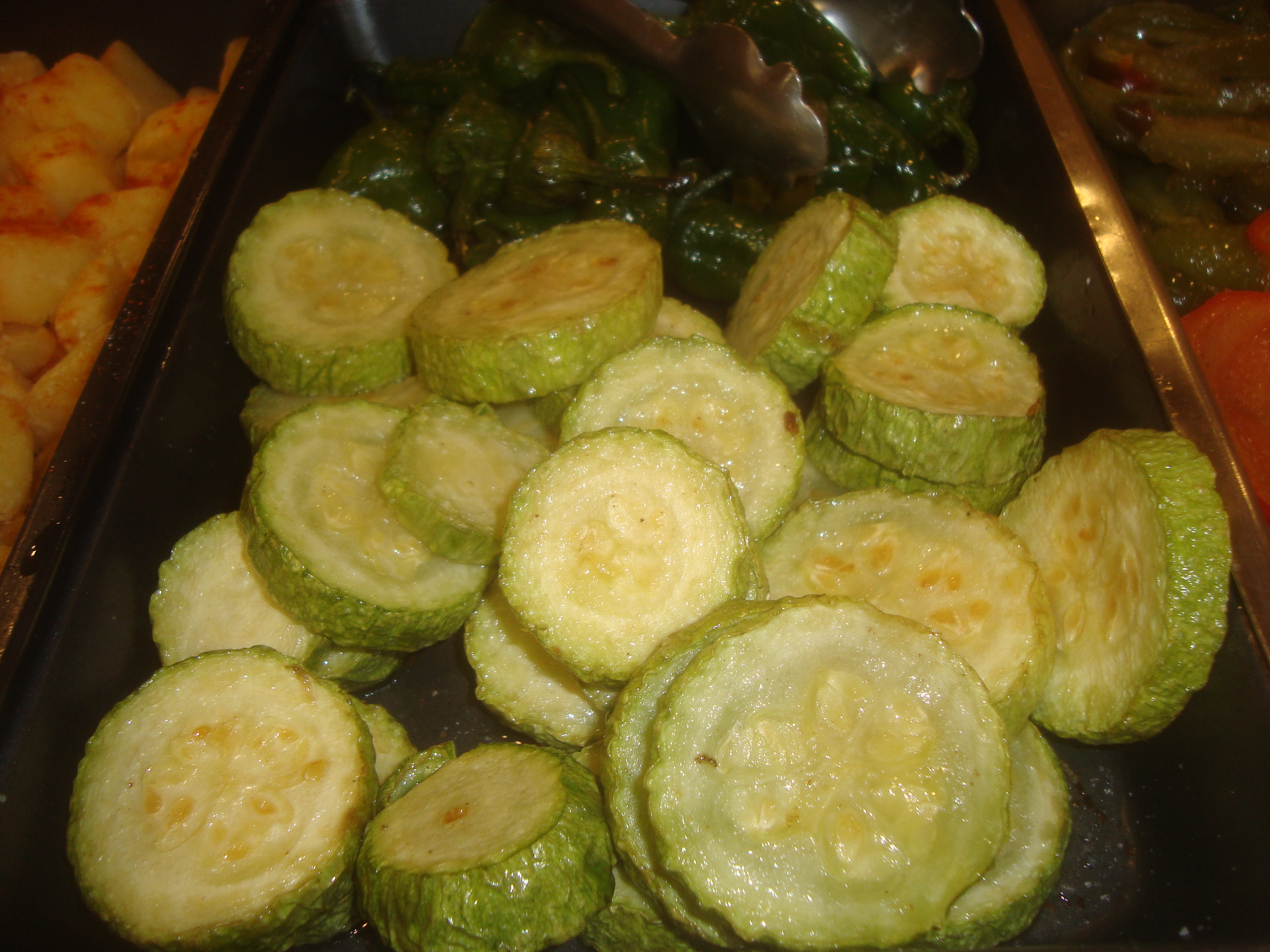
Calabacín frito (España).

Actualmente se conocen ocho grupos de cultivares comestibles de esta especie.  Se cultivan para ser consumidos al madurar y algunos son empleados como forraje. Aunque es común que en Mesoamérica se manejen diferentes variedades en cultivo,  los más difundidos en las diversas regiones del mundo son el tipo "Cocozzelle" y el "Zucchini" de origen reciente [cita requerida]. El cultivo de esta especie es a cielo abierto y en algunas regiones en invernadero, se cultiva tanto en milpas y huertos (junto a maíz y frijol) como en sistemas de manejo más intensivos asociada a otras hortalizas y en monocultivos de dimensiones variables.
México constituye un acervo genético importante de esta especie.  La cual puede representar una fuente importante de información genética para el mejoramiento de las especies cultivadas.  Es una especie ampliamente distribuida en México y muchos otros países del mundo.  No es una especie que se encuentre bajo alguna categoría de riesgo en cuanto a estado a de conservación.

## Taxonomía y variedades
3 subespecies:

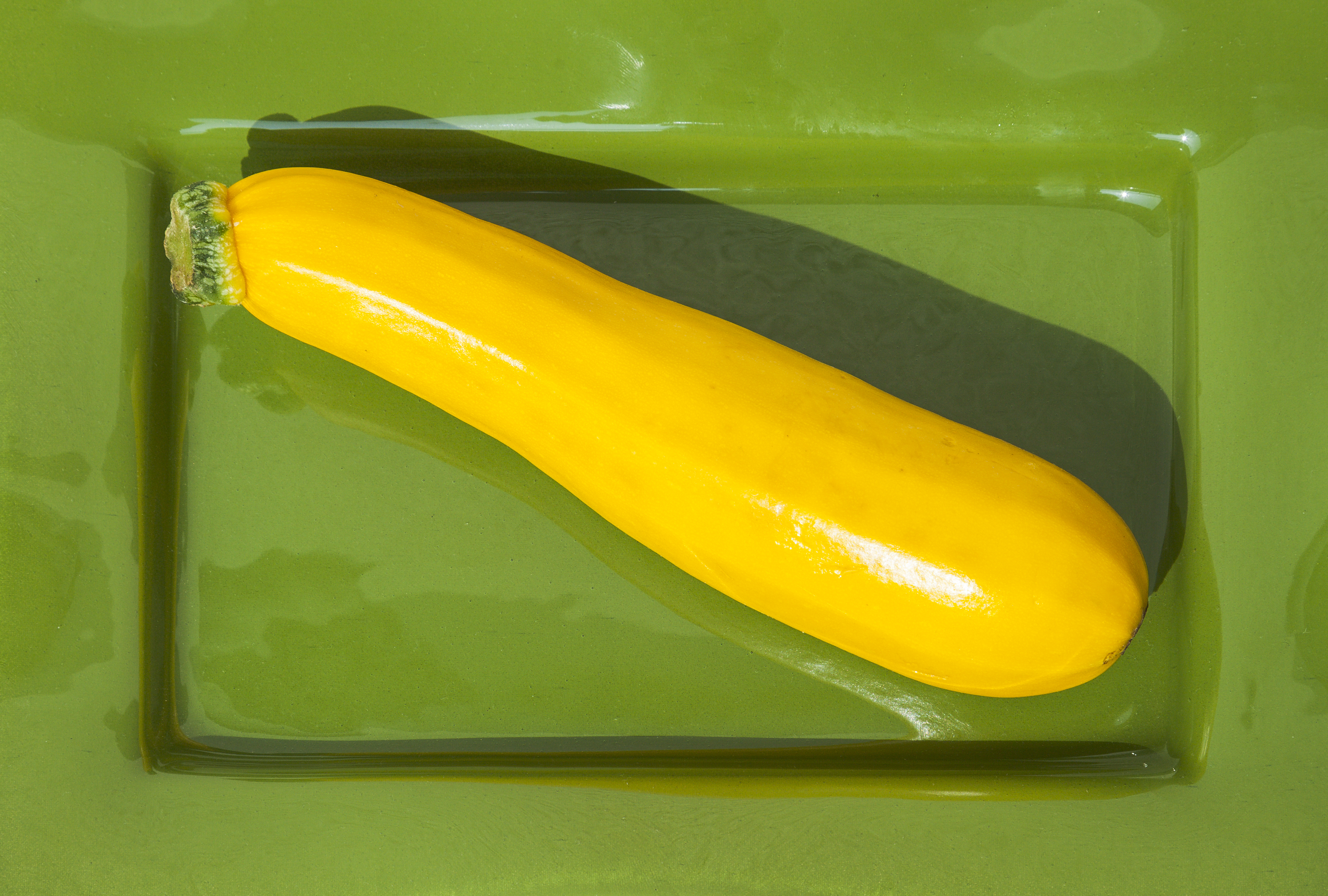
Calabacín amarillo.

- Cucurbita pepo pepo, a esta subespecie pertenecen la mayoría de las variedades cultivadas, no se encontraron variedades silvestres.[20]
- Cucurbita pepo ovifera (L.) D.S.Decker = Cucurbita pepo texana, a esta subespecie pertenecen algunas variedades cultivadas y 2 de las variedades silvestres:
  - C. pepo var. texana. En Estados Unidos central y sudeste.[20]
  - C. pepo var. ozarkana
- Cucurbita pepo fraterna, la otra variedad silvestre, en el rango de subespecie, en el noreste de México.[20]

Las subespecies cultivadas hibridan en un 100% pero son diferenciables, especialmente en sus caracteres vegetativos y del pedúnculo.
Las variedades cultivadas poseen una gran variación en los caracteres de su fruto, lo cual ha resultado en numerosos intentos de clasificación infraespecífica, que en general no han ganado aceptación debido a que "no reflejan relaciones genéticas o no consideran la variación mundial en los caracteres" (Paris y Maynard 2008). Una clasificación infraespecífica relativamente reciente que está ganando aceptación (Paris y Maynard 2008) es la iniciada por Paris (1986), véase también Paris (2001), que clasifica no en variedades botánicas (por afinidades genéticas), sino en grupos de cultivares, que son clasificaciones artificiales que ubican un cultivar en un grupo según si posee o no indefectiblemente el o los caracteres que definen al grupo.
Cada subespecie posee "tipos de mercado", frutos con forma y algún accidente topográfico que se reconocen como de algún grupo comercial en el mercado, que fueron aprovechados por Paris (1986) para crear la clasificación en grupos de cultivares basada en ese carácter:

Tipos de mercado en Paris (1986)

La clasificación tomada de Paris (2001) citada en París y Maynard (2008)
- C. pepo pepo:
  - C. pepo pepo Cocozelle Group
  - C. pepo pepo Pumpkin Group
  - C. pepo pepo Vegetable Marrow Group
  - C. pepo pepo Zucchini Group
  - C. pepo pepo Orange Gourd Group
- C. pepo texana:
  - C. pepo texana Acorn Group
  - C. pepo texana Crookneck Group (pertenece a una especie y a una morfología diferente que el Cucurbita moschata tipo Crookneck)
  - C. pepo texana Scallop Group
  - C. pepo texana Straightneck Group
  - C. pepo texana Ovifera Gourd Group

La diferencia entre la terminología "Grupo Zucchini" y "Tipo (de mercado) Zucchini" está en que "Grupo" hace referencia a qué grupo de cultivares pertenece el cultivar, mientras que "Tipo" hace referencia al fruto, que es de tipo de mercado (market type), es decir que el fruto posee los caracteres que se corresponden con esa descripción aunque provenga de otro cultivar o de una raza que no se describió como cultivar.
Son también comunes los cultivares híbridos entre las dos subespecies, y hay que tener en cuenta que hay cultivares que no se corresponden con los caracteres de ningún grupo de cultivares, por lo que quedan sin clasificar en estos grupos.
| Variedad                                                   | Nombre botánico          | Imagen | Descripción |
| ---------------------------------------------------------- | ------------------------ | ------ | --- |
| Zapallo tipo Lande                                         | C. pepo var. turbinata   |        | Turbinados (con forma de trompo), más anchos en el extremo del pedúnculo yen punta en el extremo distal, fuertemente surcados                                                                                                |
| Zapallito largo tipo Cocozelle                             | C. pepo var. longa       |        | Frutos de forma larga, clavada (agarrotada), cilíindrica, bulbosa hacia el extremo del perianto |
| Crookneck o cuello curvo                                   | C. pepo var. torticollia |        | No confundir con el informal Cucurbita moschata crookneck, que es de otra especie y otra morfología también. Es un fruto elongado con cuello delgado, largo, ligeramente a muy curvado, la mitad distal del fruto más ancha. |
| Calabaza, Ayote sazón, zapallo de Halloween o tipo Pumpkin | C. pepo var. pepo        |        | Cucurbita pepo de frutos esféricos, oblados u ovalados, redondos o aplanados en los extremos. Muy parecida a la tamalayota (C. moschata)                                                                                     |
| Escalopado                                                 | C. pepo var. clypeata    |        | Fruto aplanado, casi con forma de disco, con los bordes escalopados (con pequeñas ondulaciones) cerca del ecuador o en el ecuador                                                                                            |
| Straightneck (cuello recto)                                | C. pepo var. recticollis |        | Fruto cilíndrico con cuello corto, ligeramente constreñido, hacia el pedúnculo, y la parte distal del fruto más ancha |
| Zapallito alargado tipo Vegetable marrow                   | C. pepo var. fastigata   |        | Fruto cilíndrico, corto y clavado (con forma de garrote), siendo más delgado del lado del pedúnculo y gradualmente ampliando su diámetro hacia el extremo distal. Un ejemplo es el zapallo Angola.                           |
| Zapallito largo tipo Zucchini                              | C. pepo var. cylindrica  |        | Fruto largo y cilíndrico no clavado (sin forma de garrote) o levemente clavado, el largo es aproximadamente o excede en 3,5 al ancho                                                                                         |

Otras clasificaciones en grupos de cultivares se han propuesto, sobre la base de otros caracteres de interés, lo cual es válido y promulgado por el Código de Plantas Cultivadas. Un mismo cultivar puede pertenecer a varios grupos de cultivares diferentes en base as diferentes criterios. En particular es muy útil el grupo de cultivares "Hull-less y semi hull-less" (sin coraza y semi-sin coraza), que agrupa a las variedades que poseen semillas cuya testa es muy o al menos un poco adelgazada, utilizadas en la fabricación de aceite de semilla de calabaza y como "snacks". Otro grupo muy utilizado es el grupo "Spaghetti", la pulpa del fruto maduro al hervir se deshace en hebras similares a los espaguetis, y pueden hacerse preparaciones con ellas a la manera de pastas de bajas calorías. Otra clasificación muy utilizada, si bien no se han creado los grupos de cultivares para ella, es la separación de cultivares en consumidos inmaduros como verdura de estación, consumidos maduros, o para semillas, o combinaciones de ellos. Otra clasificación muy usual para la que no se han creado grupos de cultivares es si son "arbustivos" o de tronco o sin son "guiadores", indicación que suele ser dada en todas las descripciones.
Sinonimia y taxones infraespecíficos:
- Citrullus variegatus Schrad. ex M.Roem.
- Cucumis pepo (L.) Dumort.
- Cucumis zapallo Steud.
- Cucurbita aurantia Willd.
- Cucurbita ceratóceras Haberle ex Mart.
- Cucurbita clodiensis Nocca
- Cucurbita courgero Ser.
- Cucurbita elongata Bean ex Schrad.
- Cucurbita esculenta Gray
- Cucurbita fastuosa Salisb.
- Cucurbita grísea M.Roem.
- Cucurbita hybrida Bertol. ex Naudin
- Cucurbita lignosa Mill.
- Cucurbita mammeata Molina
- Cucurbita mammosa J.F.Gmel.
- Cucurbita marsupiiformis Haberle ex M.Roem. nom. invalid
- Cucurbita melopepo L.
- Cucurbita oblonga Link
- Cucurbita pepo var. akoda Makino
- Cucurbita pepo var. americana Zhit.
- Cucurbita pepo var. fibropulposa Makino
- Cucurbita pepo subsp. gumala Teppner (2000)
- Cucurbita pepo var. flogra Teppner (2000)
- Cucurbita pepo var. georgica Teppner (2000)
- Cucurbita pepo var. kintogwa Makino
- Cucurbita pepo var. melopepo (L.) Alef.
- Cucurbita pepo var. ozarkana D.S.Decker
- Cucurbita pepo var. toonas Makino
- Cucurbita polymorpha Duchesne
- Cucurbita pomiformis M.Roem.
- Cucurbita pyridaris Duchesne ex Poir.
- Cucurbita pyxidaris DC.
- Cucurbita subverrucosa Willd.
- Cucurbita succado Nägeli ex Naudin
- Cucurbita succedo Arn.
- Cucurbita tuberculosa Schrad.
- Cucurbita urnigera Schrad.
- Cucurbita variegata Steud.
- Cucurbita verrucosa L.
- Pepo citrullus Sageret
- Pepo potiron Sageret
- Pepo vulgaris Moench
- Pepo redinum calabacinum